# Kaple svatého Kříže u Apolináře
Kaple svatého Kříže u Apolináře se nachází uvnitř areálu v Královské zemské porodnici u svatého Apolináře v Praze 2-Novém Městě jako její organická součást.

## Historie
Kaple vznikla v roce 1875 jako součást celého areálu porodnice, jehož autorem byl stavitel a architekt Josef Hlávka.
Po komunistickém převratu byla v 50. letech 20. století kaple uzavřena a její prostory sloužily jako skladiště.
Teprve v roce 1997 byla kaple zrestaurována a současně zde byla slavnostně odhalena socha Josefa Hlávky od akademického sochaře Josefa Mařatky, jako dar Hlávkovy nadace zdejšímu ústavu.

## Popis
Kaple svatého Kříže se nachází v prvním patře Zemské porodnice, přímo nad jejím vstupním vestibulem. Kaple je z architektonického hlediska zřejmě nejzajímavější částí budovy Zemské porodnice.
Klenba kaple je sklípkovou hvězdicí, svedená ve středový sloup. V interiéru kaple je mramorová křtitelnice, mramorový oltář, dubová zpovědnice ve stejném novogotickém stylu a kůr s varhanami. Malířská výzdoba z roku 1902 je dílem autorů Adolfa Liebschera a Adolfa Körbera.